# Alexander Trifonow
Alexander Walerjewitsch Trifonow (russisch Александр Валерьевич Трифонов; * 13. März 1986 in Leninogorsk, Oblast Ostkasachstan, Kasachische SSR, UdSSR) ist ein kasachischer Biathlet russischer Herkunft.
Alexander Trifonow startet für ESKU, Oskemen. Er bestritt seine ersten bedeutenden Junioren-Rennen im Rahmen der Europameisterschaften 2005 in Nowosibirsk und wurde 25. im Sprint, 23. in der Verfolgung sowie 24. im Einzel. Zudem belegte er mit der Staffel Platz sechs. Kurz darauf startete der Kasache auch bei den Junioren-Weltmeisterschaften in Kontiolahti, wo er die Plätze 35 im Sprint, 36 in der Verfolgung, 71 im Einzel und elf mit der Staffel belegte. 2006 kamen in Presque Isle die Ergebnisse 39 im Sprint, 36 in der Verfolgung und 49 im Einzel hinzu. In Hochfilzen debütierte Trifonow 2006 im Biathlon-Weltcup und erreichte in seinem ersten Rennen einen 103. Rang im Sprint und wurde zudem 18. mit der Staffel Kasachstans. In Antholz nahm er 2007 erstmals an Biathlon-Weltmeisterschaften teil. im Einzel wurde er 92., mit Wiktorija Afanassjewa, Irina Moschewitina und Alexander Tscherwjakow belegte er im erstmals im Rahmen der WM ausgetragenen Massenstart-Wettbewerb den 19. Platz. Seit der Saison 2007/08 startete Trifonow meist im Europa/IBU-Cup. Schon in seinem ersten Sprint in Geilo konnte er als 26. erstmals Punkte erringen. In Ridnaun konnte er 2009 zum bislang einzigen Mal in einem Einzel als 19. unter die besten 20 in dieser Rennserie laufen. Nach zwei Jahren Weltcup-Pause wurde der Kasache 2009 wieder vermehrt im Weltcup eingesetzt, wobei er zumeist zu Staffel-Einsätzen kommt, da die kasachischen Startplätze auf nur zwei begrenzt sind. In Pokljuka konnte er mit einem 69. Platz in einem Einzel sein bislang bestes Resultat in der höchsten Rennserie erreichen, das er auch beim Einzel der Olympischen Winterspiele 2010 in Vancouver bestätigen konnte. Zudem wurde er bei den Spielen mit Tscherwjakow, Jan Sawizki und Dias Keneschow eingesetzt und brachte die Staffel als Schlussläufer auf den 18. Platz. Mit nur einem Schießfehler war er dabei der sicherste Schütze Kasachstans.

## Biathlon-Weltcup-Platzierungen
Die Tabelle zeigt alle Platzierungen (je nach Austragungsjahr einschließlich Olympische Spiele und Weltmeisterschaften).
- 1.–3. Platz: Anzahl der Podiumsplatzierungen
- Top 10: Anzahl der Platzierungen unter den ersten zehn (einschließlich Podium)
- Punkteränge: Anzahl der Platzierungen innerhalb der Punkteränge (einschließlich Podium und Top 10)
- Starts: Anzahl gelaufener Rennen in der jeweiligen Disziplin
- Staffel: inklusive Mixed- und Single-Mixed-Staffeln

| Platzierung         | Einzel | Sprint | Verfolgung | Massenstart | Staffel | Gesamt |
| ------------------- | ------ | ------ | ---------- | ----------- | ------- | ------ |
| 1. Platz            |        |        |            |             |         |        |
| 2. Platz            |        |        |            |             |         |        |
| 3. Platz            |        |        |            |             |         |        |
| Top 10              |        |        |            |             |         |        |
| Punkteränge         |        |        |            |             | 21      | 21     |
| Starts              | 6      | 13     | 1          |             | 21      | 41     |
| Stand: Karriereende |        |        |            |             |         |        |